# Emmanuel Nzekwesi
Emmanuel Chukwubuikem Nzekwesi (L'Aia, 5 settembre 1997) è un cestista olandese.

## Palmarès

### Club
- Campionato olandese: 1

Leida: 2020-21

### Individuale
- MVP Dutch Basketball League: 1

2020-2021